# Mizuho, Gifu
Mizuho (japanska: 瑞穂市?, Mizuho-shi) är en stad i Gifu prefektur i Japan. Staden fick stadsrättigheter 2003.